# Maszynobudiwnyk Drużkiwka
Maszynobudiwnyk Drużkiwka (ukr. ФК «Машинобудівник» Дружківка) – ukraiński klub piłkarski z siedzibą w mieście Drużkiwka, w obwodzie donieckim, na wschodzie kraju, działający w latach 1923–2002.
W latach 1999–2002 występował w rozgrywkach ukraińskiej Drugiej Lihi.

## Historia
Chronologia nazw:
- 1923: Metalist Drużkiwka (ukr. «Металіст» Дружківка, ros. «Металлист» Дружковка)
- 1936: Awanhard Drużkiwka (ukr. «Авангард» Дружківка, ros. «Авангард» Дружковка)
- 1958: Maszzawod Drużkiwka (ukr. «Машзавод» Дружківка, ros. «Машзавод» Дружковка)
- 1964: Maszynobudiwnyk Drużkiwka (ukr. «Машинобудівник» Дружківка, ros. «Машиностроитель» Дружковка)
- 2002: klub rozwiązano

Drużyna piłkarska Metalist została założona w Drużkiwce w 1923 roku i reprezentowała miejscowy zakład budowy maszyn. W 1938 zespół z nazwą Awanhard debiutował w rozgrywkach Pucharu ZSRR. Potem zespół występował w rozgrywkach mistrzostw i Pucharu obwodu donieckiego. W 1958 roku klub zmienił nazwę na Metalist, a w 1964 przyjął obecną nazwę Maszynobudiwnyk.
Od początku rozgrywek w niezależnej Ukrainie klub występował w rozgrywkach obwodowych. Latem 1999 zgłosił się do rozgrywek Drugiej Lihi. W sezonie 1999/00 zajął 8. miejsce w Drugiej Lidze, Grupie W. W kolejnym sezonie 2000/01 zajął 12. miejsce w Drugiej Lidze, Grupie W. W sezonie 2001/02 zajął dość wysokie, szóste miejsce, ale przed rozpoczęciem następnego sezonu zrezygnował z występów na poziomie profesjonalnym. Klub został rozwiązany.

## Sukcesy
- Puchar ZSRR:

1/512 finału: 1938
- Druha Liha, Grupa W:

6 miejsce: 2001/02
- Puchar Ukrainy:

1/16 finału: 2000/01, 2001/02